# Андриевский, Дмитрий Юрьевич
Дмитрий Юрьевич Андриевский (укр. Дмитро Юрійович Андрієвський; 27 сентября 1892, Бодаква, Полтавская губерния, Российская империя — 30 августа 1976, Дорнштадт, Баден-Вюртемберг, ФРГ) — украинский политический деятель и публицист, член Организации Украинских Националистов (с 1929).

## Биография
Родился 27 сентября 1892 года в селе Бодаква, ныне Лохвицкого района Полтавской области, Украина (тогда Полтавская губерния) в семье священника. Получил образование инженера-архитектора.
Некоторое время находился на дипломатической службе УНР, входил в состав дипломатической миссии в Швеции, был консулом УНР в Швейцарии. После установления на Украине Советской власти эмигрировал в 1922 году в Брюссель, Бельгия.
В ноябре 1927 на первой Конференции Украинских Националистов (3-7.11.1927) в Берлине вместе с Е. Коновальцем, М. Сциборским, В. Мартинцем избран в состав Украинских Националистов. Сотрудничал в журнале «Национальное Мнение», который издавала Группа Украинской Национальной Молодёжи. Возглавлял Украинскую Национальную Раду в Брюсселе.
С 28 января по 3 февраля 1929 года участвовал в работе Первого Конгресса Украинских Националистов в Вене, после завершения которого по поручению Провода возглавил политическую референтуру ОУН. Публиковал многочисленные статьи в журнале «Создание Нации». В 30-х годах — референт внешней политики ОУН.
С 1940 года являлся одним из лидеров ОУН под руководством А. Мельника. В 1944 был арестован гестапо и заключен в концлагерь в Брец. С 1948 — член Украинского Национального Совета. Автор ряда публицистических статей, в которых изложил основные принципы идеологии национализма — «Наша позиция», «Путь развития», «Обстоятельства 30-х годов и Провод Украинских Националистов» и др.
Дмитрий Юрьевич Андриевский умер в городе Дорнштадте и был похоронен в Мюнхене.
22 января в 2010 году прах Дмитрия Андриевского перезахоронили на поле героев Лычаковского кладбища в городе Львове.